# Roadie
Un roadie, altrament dit pipa és un tècnic que viatja amb un grup musical en les seves gires i s'encarrega de tots els aspectes de les seves actuacions en directe o concerts. S'hi podria englobar des dels mànagers de gira, producció i escena, els encarregats d'il·luminació, els tècnics de guitarra, baix, bateria i teclats, la pirotècnia i els guàrdies de seguretat, entre d'altres.
Els equips de roadies normalment no van acreditats, tot i que moltes bandes agraeixen la seva ajuda citant-los als crèdits dels àlbums. En alguns casos, alguns d'ells han arribat fins i tot a ajudar a dalt de l'escenari tocant amb els mateixos grups.

## Exemples
- El 12 de juny de 1993, durant la realització de "Bullet in the Head" a Reykjavik, Iceland, el guitarrista de Rage Against the Machine Tom Morello i el baixista Tim Commerford van intercanviar-se la guitarra i el baix amb els seus respectivament tècnics.
- L'encarregat de la il·luminació de The Doobie Brothers Bobby LaKind, eventualment esdevenia membre de ple en la banda. Després d'observar Lakind fent el burro a les congues després d'un concert, la banda es va adonar del seu talent i li va demanar que s'unís com a acompanyant de les sessions d'estudi el 1976. Es va convertir en membre de ple dret el 1979 i va actuar com a vocalista, compositor, percussionista i bateria suplent per als espectacles en viu.
- Bruce Berry era un roadie professional dels membres de Crosby, Stills, Nash & Young, tant com a grup com individualment. Morí de sobredosi d'heroïna el 4 de juny de 1973, i va ser immortalitzat a la lletra de la cançó de l'àlbum Tonight's the Night de Neil Young:

Bruce Berry va ser un home treballador
 Que solia carregar aquella furgoneta Econoline...
- Pantera, Motörhead i Godsmack envara van anar més enllà en reconèixer els seus roadies als seus vídeos de gira, i Motörhead a més va escriure la cançó "(We Are) The Road Crew" sobre el seu grup de roadies.
- Excepcionalment, en la formació de Manu Chao Mano Negra, els roadies foren inclosos amb la banda quan varen signar per Virgin.
- Perry Bamonte va treballar com a tècnic de guitarra per The Cure durant molts anys, abans de formar part de la banda en els teclats durant el final de la gira de Disintegration després que Roger O'Donnell's abandonés el grup el 1991. Va acabar tocant guitarres i teclats en quatre àlbums de Cure, incloent el seu gran èxit Wish.
- Al vídeo de Coldplay Life in Technicolor ii hi apareixen titelles dels roadies quatre vegades: recollint el platet caigut pel bateria, operant la corda que obre l'escenari, movent-se d'una rampa a l'escenari i d'operació al mesclador de so. Algunes o possiblement totes aquests titelles són modelades a partir de la vida real dels roadies de la banda.
- La cançó d'U2 "One Tree Hill" de l'àlbum The Joshua Tree està dedicada a Greg Carroll, que va ser roadie de la banda a New Zealand. Va unir-se a la gira The Unforgettable Fire, i després de la gira es va establir a Irlanda on va esdevenir l'assistent personal de Bono.
- Stuart Morgan, el tècnic de baix d'Adam Clayton, va ser baixista d'U2 en un concert a Sidney el 1993.[1]
- James Hetfield de Metallica va haver de ser substituït com a guitarrista temporalment en alguns concerts, pel seu tècnic de guitarra John Marshall degut a diversos accidents (com trencar-se el braç mentre patinava amb el seu monopatí o després de patir greus danys degut a un dispositiu pirotècnic).
- La violinista Lindsey Stirling inicia les seves actuacions introduint cada membre del seu grup de tècnics. A més a més, va enregistrar vídeos amb les seves interaccions amb els seus tècnics de gira i els va penjar a YouTube.

## Altres carreres
Alguns tècnics o roadies fins i tot han acabat formant part de les bandes o escrivint-ne cançons per les quals.
- Krist Novoselic va ser roadie de Melvins abans de formar Nirvana amb Kurt Cobain.
- Joey DeMaio de Manowar va ser pirotècnic de Black Sabbath en la seva gira "Heaven and Hell".
- Noel Gallagher va ser roadie de Inspiral Carpets abans de formar Oasis.
- Gene Hoglan va ser tècnic de so de Slayer en els seus inicis.
- Lemmy va ser roadie de Jimi Hendrix abans de formar part de Hawkwind, i després formà Motörhead.
- Hoxton Tom McCourt va ser roadie de Cockney Rejects abans de formar la seva banda 4-Skins.
- Billy Howerdel va treballar com a tècnic de guitarra i enginyer de Pro Tools per la banda Tool abans d'iniciar A Perfect Circle que va formar amb Maynard James Keenan com a membre també.
- Ben Shepherd va ser roadie de Nirvana abans d'unir-se a la banda Soundgarden.
- Billy Powell va ser roadie de Lynyrd Skynyrd abans d'unir-se a la banda com a pianista.
- Andreas Kisser de Sepultura va ser tècnic de guitarra del vocalista fundador de la banda Max Cavalera fins que va ser animat a unir-se a la banda quan el guitarrista principal Jairo Guedes va abandonar-la.